# 일본의 병역 제도
일본의 병역 제도는 1945년 이후 제도적으로 존재하지 않으며, 1954년 자위대 창설이래 자위관을 전원 모병제로 충원한다. 1945년 이전에는 국민개병을 원칙으로 한 징병제였다.

## 개요
일본 역사에서 메이지 시대 이전에는 에도 시대 도쿠가와 이에야스의 병농 분리 정책으로 기존의 부병제를 모병제로 유지하였다. 메이지 유신으로 일본 제국이 성립된 후, 징병제로 바꾸었다. 쇼와 시대인 1945년, 제2차 세계대전 패전과 일본의 무조건 항복에 따른 미국의 일본군 해산령 및 해체로 징병제가 폐지되어 공식적인 병역 제도가 존재하지 않는다. 자위대 설치 이후 자위관을 전원 모병제 형태로 충원하기 시작한 이래 현재까지 모병제이다.

## 역사

### 1868년 이전
- 에도 시대: 도쿠가와 이에야스의 병농분리 정책으로 부병제를 모병제로 전환 후 이를 유지하였다.

### 1868년 이후
- 1873년 일본 육군성, 징병령(ja:徴兵令) 공포에 의해 징병제 실시
- 1889년: 일본 제국 헌법 공포에 의해 징병제의 헌법화. 일본의 병역의무는 제국헌법 제20조(ja:大日本帝国憲法第20条)에 근거하였다.
- 1927년: 병역법 제정 및 시행
- 1943년: 식민지 조선에 징병제 실시
- 1944년 식민지 대만에 징병제 실시
- 1945년
  - 6월 23일: 의용병역법(ja:義勇兵役法) 제정, 만 15~60세의 남성, 만 17~40세의 여성을 대상으로 국민의용전투대 소집 실시
  - 9월 2일: 일본 제국의 항복 선언으로 인한 일본군 무장해제 및 해체, 이로 인한 징병제 중단
  - 10월 24일: 의용병역법 폐지
  - 11월 17일: 병역법 폐지에 의해 공식적으로 일본의 징병제가 폐지

## 1945년 이전 병역의무 대상자 및 연령
1945년 징병제 폐지 이전의 병역의무 연령이다.
- 일본 제국의 17~40세의 남성신민(1873년 징병령, 1927년 병역법에 의한 병역의무자로, 20세 이후 징병검사 대상 및 일본군 징집 대상자였다. 1943년부터 징병검사 대상 연령이 19세로 낮아졌다.)
  - 본토의 신민(1873년~1945년. 1890년대 이전에는 홋카이도, 오가사와라, 오키나와 거주자에게는 징병이 면제되었다.)
  - 외지(조선, 대만 등 일본의 식민지)의 신민(1940년대)
- 일본 제국의 15~60세의 남성신민 및 17~40세의 여성신민(1945년 의용병역법에 의한 국민의용전투대 소집 대상자)

## 같이 보기
- 일본군
  - 일본 제국 육군
  - 일본 제국 해군
- 일본 제국 병역법